# Vlkovce
Vlkovce (en allemand : Kunzendorf in der Zips) est une commune du district de Kežmarok, dans la région de Prešov, en Slovaquie.

## Histoire
La première mention écrite de la localité date de 1268.

## Démographie

### Évolution de la population
| Année:               | 1994. | 2004.    | 2014.   | 2024.   |
| -------------------- | ----- | -------- | ------- | ------- |
| Nombre de personnes: | 383   | 444      | 480     | 494     |
| Différence:          |       | +15,92 % | +8,10 % | +2,91 % |

| Année:               | 2023. | 2024.   |
| -------------------- | ----- | ------- |
| Nombre de personnes: | 494   | 494     |
| Différence:          |       | -1,42 % |